# Linia kolejowa nr 155
Linia kolejowa nr 155 – jednotorowa, zelektryfikowana, pierwszorzędna linia kolejowa znaczenia państwowego o długości 11,063 km. Łączy ona posterunek odgałęźny Kucelinka w Częstochowie ze stacją Poraj.
Linię kolejową otwarto w 1955 roku, a 28 listopada 1965 roku została zelektryfikowana razem z łącznicami nr 702 i 703.
Linia jest częścią częstochowskiego węzła kolejowego. Odbywa się na niej prawie wyłącznie ruch pociągów towarowych do Huty Częstochowa. W związku z modernizacją linii kolejowej nr 1, od czerwca 2018 roku, część pociągów pasażerskich na odcinku Poraj – Częstochowa Towarowa kursowała liniami nr 155 i 703. Z tego powodu w stacji Częstochowa Towarowa będącej przedłużeniem linii kolejowej nr 155, przy torze linii nr 703, dobudowano prowizoryczny peron dla obsługi przystanku Częstochowa Raków.